# Kyselivka
Kyselivka (in ucraino Киселівка?, AFI: [kɪseˈl⁽ʲ⁾iu̯kɐ]) è un villaggio ucraino dell'oblast' di Cherson.

## Storia
L'insediamento è stato occupato dall'esercito russo durante l'invasione dell'Ucraina del 2022. Il 14 settembre ne è stata annunciata la liberazione da parte di un funzionario ucraino, ma non è stata confermata da nessuna fonte ufficiale ed è più probabile che sia soltanto stato raggiunto dai bombardamenti. È stato invece effettivamente liberato il 10 novembre 2022, durante la ritirata russa dalla riva destra del Dnepr causata dalla controffensiva ucraina nella regione.